# منتخب آيسلندا تحت 21 سنة لكرة القدم
منتخب آيسلندا تحت 21 سنة لكرة القدم هو الممثل الرسمي لـ آيسلندا في بطولات كرة القدم تحت 21 سنة. يشارك الفريق في بطولة أوروبا تحت 21 لكرة القدم التي تقام كل عامين.